# Луго ди Виченца
Лу̀го ди Вичѐнца (на италиански: Lugo di Vicenza; на венециански: Lugo, Луго) е малко градче и община в Северна Италия, провинция Виченца, регион Венето. Разположено е на 203 m надморска височина. Населението на общината е 3691 души (към 2015 г.).